# Герб Сабрози
Ге́рб Сабро́зи — офіційний символ містечка Саброза, Португалія. Використовується як територіальний герб. У срібному щиті чорний фонтан зі срібною водою. Обабіч нього два зелених дерева з золотими плодами, чорними стовбурами і кореневищами. У червоній главі щита срібна рука в латах, що заносить срібну шпагу з золотою гардою. Щит увінчує срібна мурована містечкова корона з чотирма вежами.  Під щитом біла стрічка, на якій великими літерами напис португальською: «vila de Sabrosa» (містечко Саброза).  Офіційно затверджений 22 січня 1934 року.  

## Галерея

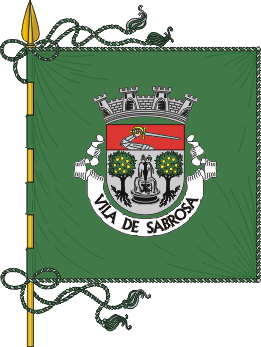
Прапор